# Tramway de Bienne

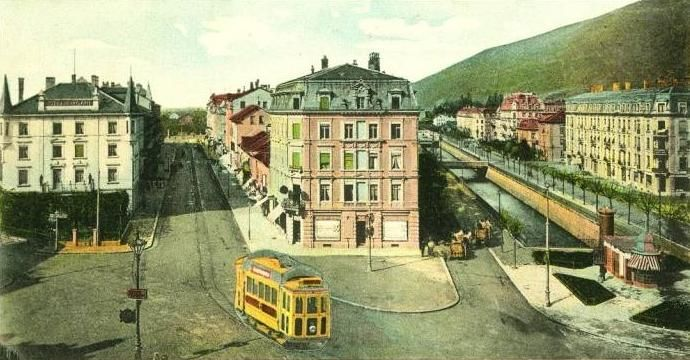
Le tramway en 1903 sur la place centrale

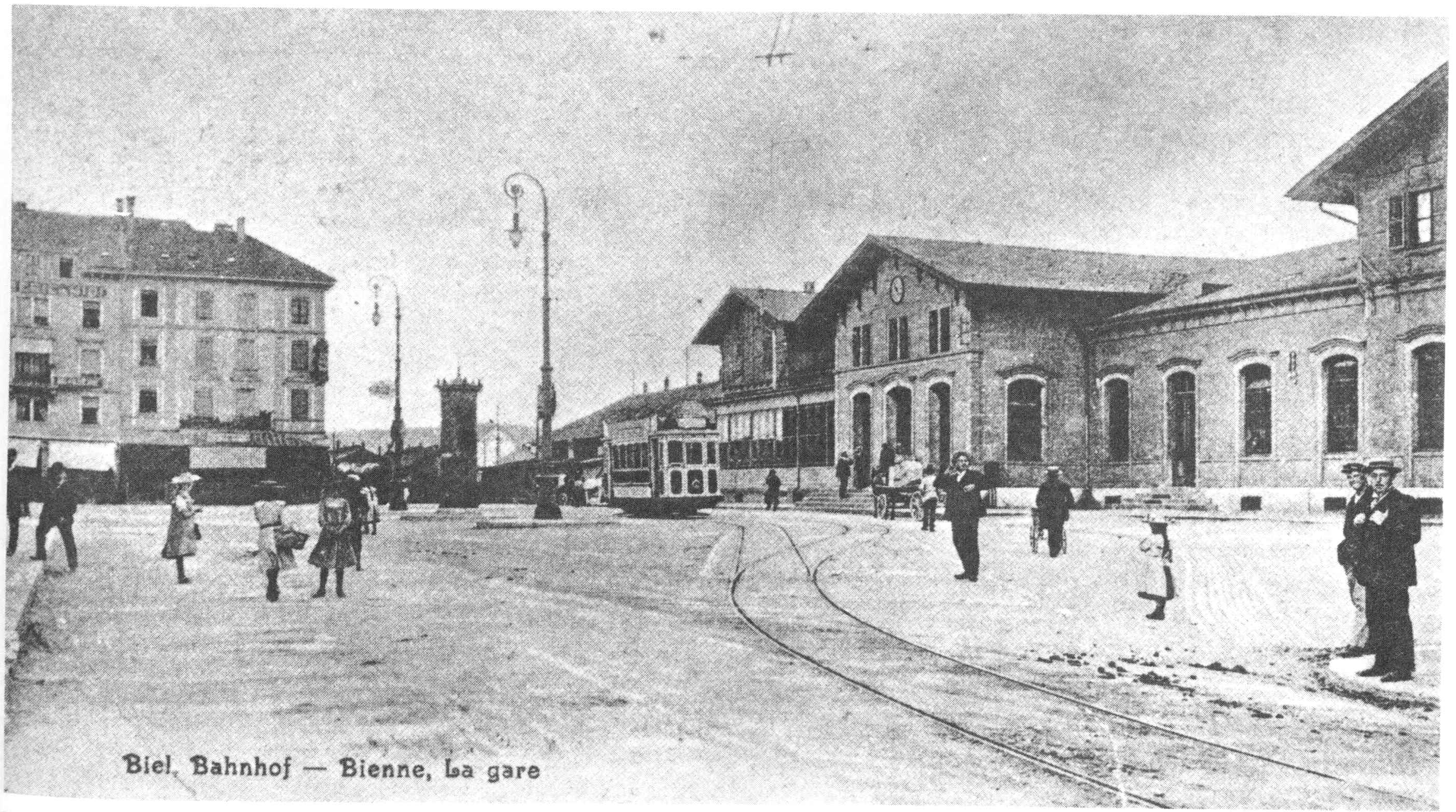
Le tram devant la gare au début du XXème sciècle

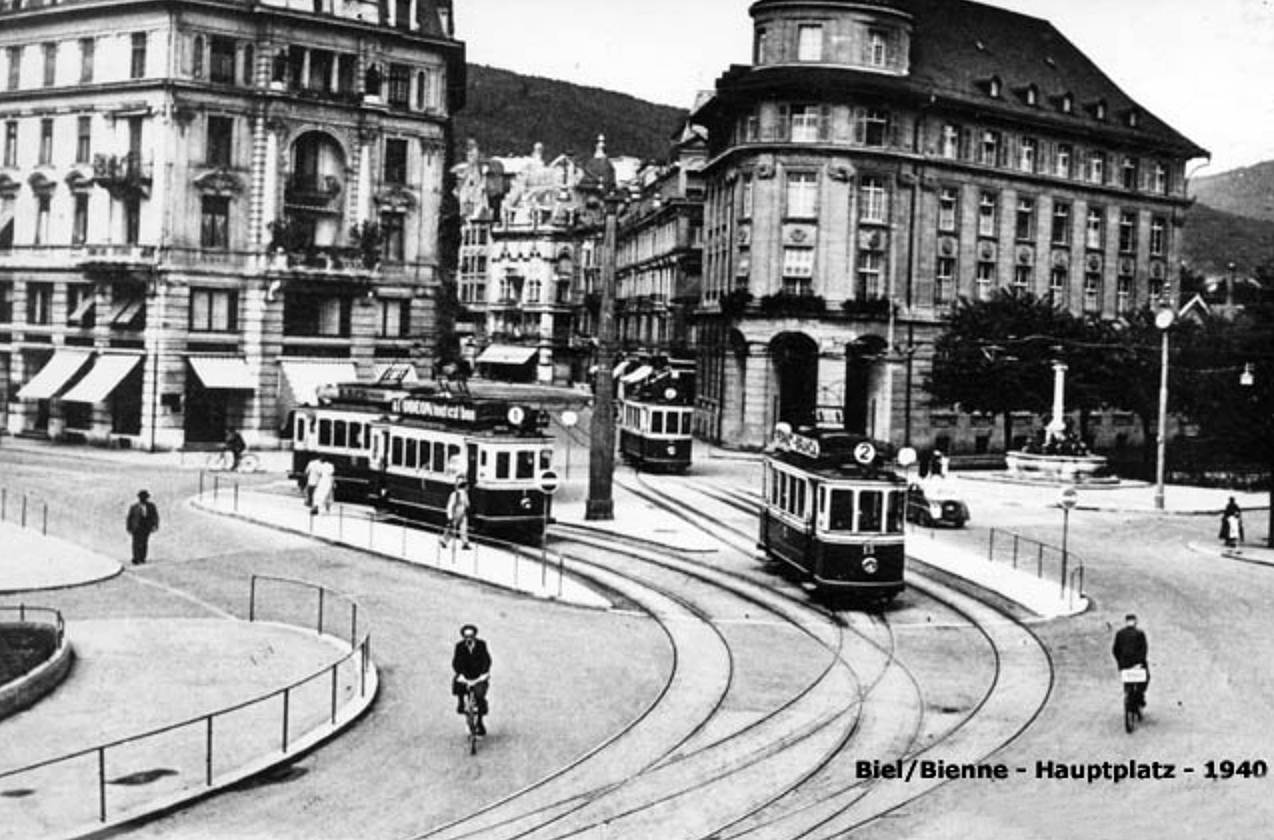
Trams en 1940 sur la place principale

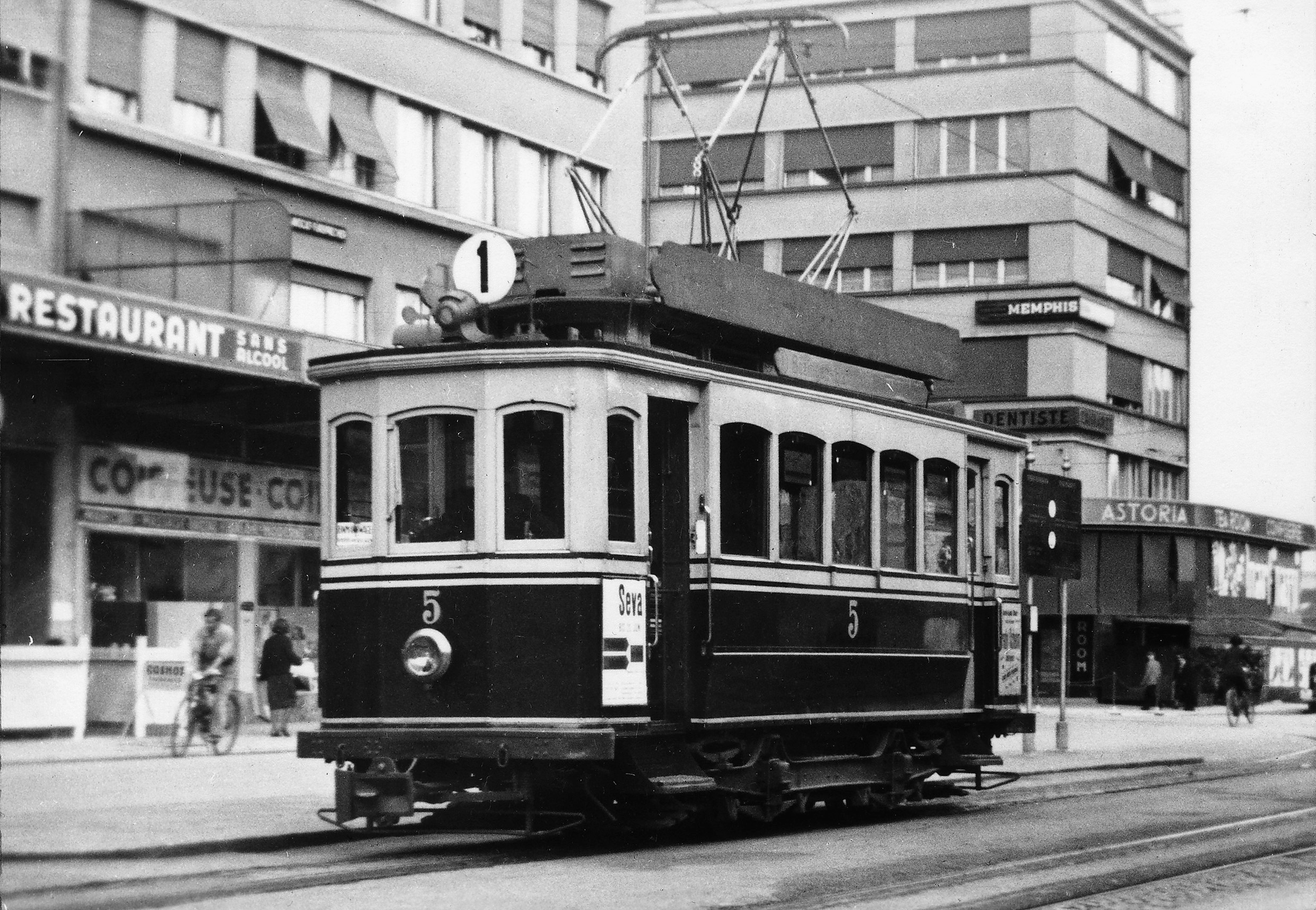
Tram Ce 2/2 numéro 5 sur la ligne 1

Le tramway de Bienne a fonctionné dans cette ville du canton de Berne en Suisse, entre 1877 et 1948. À l'origine,  un tramway à chevaux  est mis en service et remplacé en 1901 par un réseau de tramways électriques. À partir de 1940, les lignes sont converties au trolleybus. La dernière ligne ferme le 8 décembre 1948. 

## Histoire
La Compagnie générale des tramways suisses reçoit la concession d'une ligne de tramways à traction animale dans la ville de Bienne en 1876. En 1900, la concession est rachetée par la ville qui crée la compagnie des tramways de Bienne (TrB). 
Le réseau initialement à voie normale est converti à l'écartement métrique. La traction électrique est utilisée à partir de 1902. 
En 1940, la ligne 2 (Gare-Nidau) est convertie au trolleybus. La ligne 3 (Gare - Maches (Mett) est exploitée par autobus. La dernière ligne de tramway, la 1 (Gare-Boujean) disparait le 8 décembre 1948, remplacée à son tour par un trolleybus.

## Les lignes
Tramway à chevaux, (écartement 1,44 m)
- Nidau (église) - Gare Centrale - Boujean (4,4 km):

Nidau - Gare Centrale - Boujean (4 km): ouverture le 18 aout 1877
Nidau - Nidau église (0,4 km) : ouverture le 23 mars 1878
Tramway électrique, (écartement 1 m)
- Gare Centrale - Boujean (Bözingen): ouverture le 1er juillet 1901
- Gare Centrale - Nidau: ouverture le 1er juillet 1901
- Gare Centrale  - Mâche (Mett): ouverture 1913

## Matériel roulant
- no 1 à 12, motrices à 2 essieux livrées en 1902 par SIG MFO[5],
- no 13 à 18, motrices à 2 essieux livrées en 1913 par SIG MFO,
- no 19 à 20, motrices à 2 essieux livrées en 1930 par SIG MFO[6],
- no 41 à 44, remorques à 2 essieux plates formes fermées, livrées en 1913 par SWS,
- no 45 à 46, remorques à 2 essieux plates formes fermées, livrées en 1925 par SWS,
- no 51 à 55, remorques à 2 essieux